# تقریبا پاریس
تقریباً پاریس یک فیلم کمدی-درام آمریکایی محصول ۲۰۱۶ به کارگردانی دومینیکا کامرون-اسکورسیزی و با بازی والی مارزانو-لسنوویچ، مایکل سورینو و ابیگیل هاوک است. این فیلم اولین اثر بلند کارگردانی دومینیکا کامرون-اسکورسیزی است.

## خلاصه داستان
تقریباً پاریس داستان یک بانکدار سابق وال استریت را روایت می‌کند که پس از بحران وام مسکن، مجبور می‌شود به زادگاهش بازگردد و با مشکلات شخصی و خانوادگی روبه‌رو شود. این فیلم به بررسی روابط خانوادگی، دشواری‌های بازسازی زندگی و تلاش برای یافتن معنا در دوران سخت اقتصادی می‌پردازد.

## بازیگران
- والی مارزانو-لسنوویچ – نقش: جف
- مایکل سورینو – نقش: مایک
- ابیگیل هاوک – نقش: لی
- سوزان وارون – نقش: شریل
- جوآنا پی. آدلر – نقش: ماری
- رایان مک‌کارتی – نقش: جیسون
- آدام لوفِرو – نقش: رالف
- آدریان مارتینز – نقش: کارمند بانک

## نمایش و انتشار
این فیلم در تاریخ ۲۴ آوریل ۲۰۱۶ در Tribeca Film Festival به نمایش درآمد. شرکت فری‌استایل دیجیتال مدیا حقوق پخش آمریکای شمالی را در نوامبر ۲۰۱۷ خریداری کرد. این فیلم در سینماها و همچنین روی پلتفرم‌های دیجیتال در تاریخ ۹ ژانویه ۲۰۱۸ منتشر شد.

## بازخورد
آلن نگ از Film Threat به این فیلم دو ستاره از پنج داد.